# 木内 (小惑星)
木内（きうち、5481 Kiuchi）は小惑星帯の小惑星である。北海道の北見観測所で円舘金と渡辺和郎が発見した。
1992年にスイフト・タットル彗星を再発見したことで知られる長野県の彗星捜索家、木内鶴彦に因んで命名された。
オンドレヨフ天文台が中心となって2008年3月13日から4月6日にかけて行われた光度曲線の観測プログラムで衛星が発見され、4月15日に公表された。S/2008 (5481) 1という仮符号がついた衛星の大きさは 3.3km ほどで、主星から 20km ほど離れた軌道を 20.90 ± 0.01 時間の周期で回っていると考えられている。